# Microlicia ciliatoglandulosa
Microlicia ciliatoglandulosa är en tvåhjärtbladig växtart som beskrevs av R. Romero. Microlicia ciliatoglandulosa ingår i släktet Microlicia och familjen Melastomataceae. Inga underarter finns listade i Catalogue of Life.